# アジアモーターサイクルユニオン
アジアモーターサイクルユニオン（フランス語:Union Asiatique de Motocyclisme、英語:Asian Motorcycle Union、略:UAMまたはFIM Asia）は、国際モーターサイクリズム連盟のアジア圏内におけるオートバイ競技の統括団体である。

## 歴史
1998年にFIMのアジアにおけるオートバイ競技の統括団体として創設。

## 加盟国・地域
- バーレーン
- 中国
- 香港
- インド
- インドネシア
- イラン
- イスラエル
- — 日本
- カザフスタン
- 韓国
- クウェート
- マカオ
- マレーシア
- モンゴル
- ネパール
- フィリピン
- 台湾

## 大会
- アジアクロスカントリーラリー